# Ангус Клауд
Конор Ангус Клауд Хики (енгл. Conor Angus Cloud Hickey; Оукланд, 10. јул 1998 — Оукланд, 31. јул 2023) био је амерички глумац, најпознатији по својој улози Феска у HBO серији, Еуфорија.

## Живот и каријера
Ангус Клауд је био пореклом из Оукланда, иако велики део његове породице живи у Ирској, где је планирао да се пресели пре него што је добио улогу у серији Еуфорија. Клауд је био најстарији у породици, са две млађе сестре близнакиње. Похађао је Школу за продукцијски дизајн на Оукландској школи уметности, коју је дипломирао 2016. године, али није студирао глуму. Исту школу је похађала његова колегиница из серије Еуфорија, Зендаја. Док је радио у ресторану са пилетином и вафлима у близини Барклиз центра у Бруклину, Ангуса је приметила агенткиња серије Еуфорија Џенифер Вендити, за коју је првобитно сумњао да га завитлава.
Клауд је био заштитно лице парфема Polo Ralph Lauren.

## Смрт
Клауд је преминуо 31. јула 2023. у кући своје породице у Оукланду, у Калифорнији, у 26. години. Ватрогасна служба Оукланда је позвана на хитну медицинску помоћ, где су по доласку прогласили Клауда „већ преминулим”. Клауд је туговао за губитком свог оца, чијој је сахрани присуствовао у Ирској недељу дана пре сопствене смрти.

## Филмографија
| Година | Српски назив | Изворни назив | Улога | Напомене | Реф.   |
| ------ | ------------ | ------------- | ----- | -------- | ------ |
| 2021.  | Н/Д          |               | Вокер |          | [ 10 ] |
| 2022.  | Н/Д          |               |       |          | [ 11 ] |
| 2022.  | Н/Д          |               |       |          | [ 12 ] |

| Улога      | Српски назив | Изворни назив | Улога | Напомене     | Реф.   |
| ---------- | ------------ | ------------- | ----- | ------------ | ------ |
| 2019—2022. | Еуфорија     |               | Феско | главна улога | [ 13 ] |
| 2019.      | Н/Д          |               | себе  | камео улога  | [ 14 ] |

| Година | Назив | Извођач    | Улога | Редитељ      |
| ------ | ----- | ---------- | ----- | ------------ |
| 2020.  | „”    | Ноа Сајрус |       | Тајлер Шилдс |